# Étiquette (emballage)
Pour les articles homonymes, voir Étiquette.

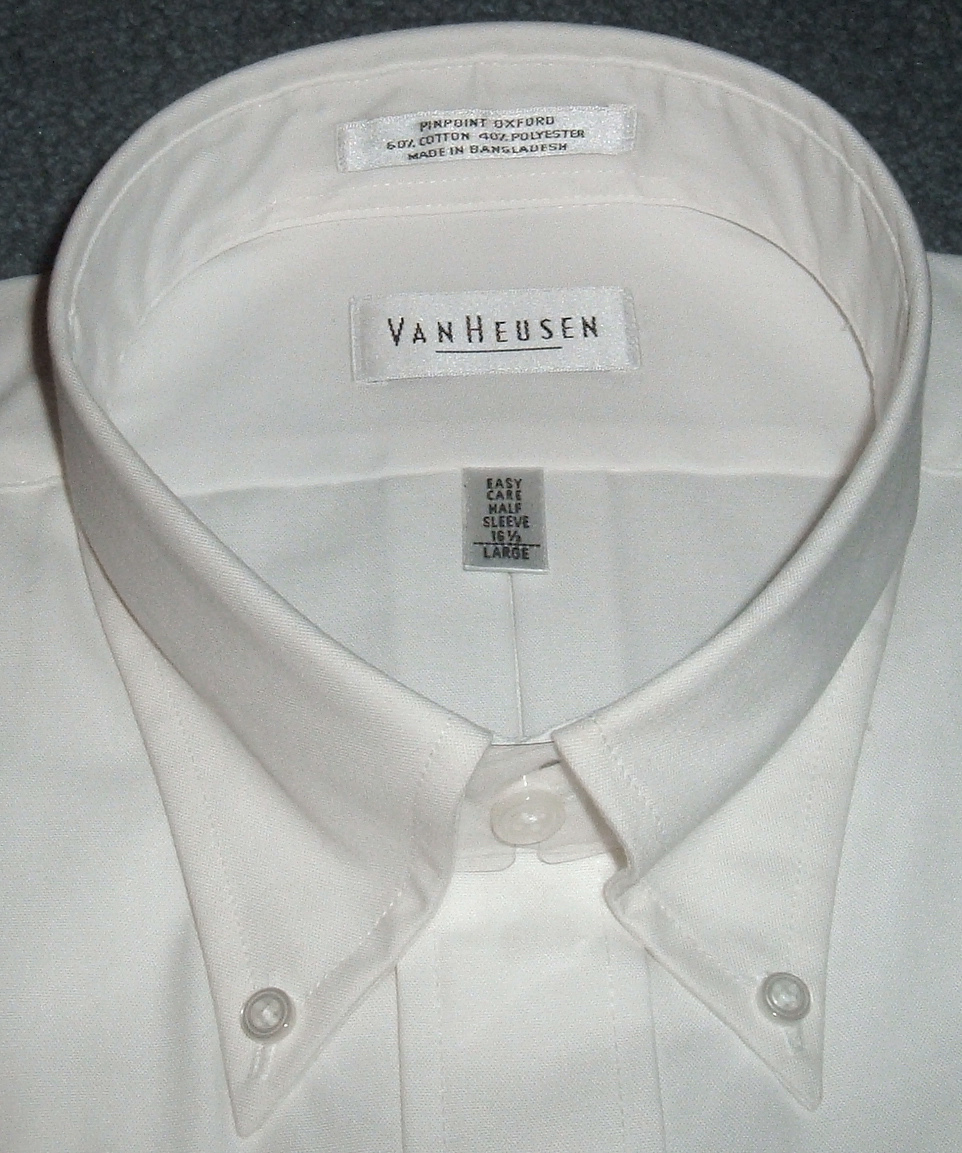
Chemise avec étiquettes.

Une étiquette est un morceau de matière (tissu, papier, matière plastique, etc.) sur lequel des informations concernant l'objet auquel il est attaché sont écrites, telles que la marque, le prix, un code-barres (et depuis 2006 éventuellement sous forme de petits code-barres omnidirectionnel GS1 DataBar Stacked collés sur les fruits et légumes dans certains commerces de détails et supermarchés), des indications de lavage.
Le droit international ou national impose certaines contraintes de contenu, lisibilité et sécurité toxicologique et environnementale à l'étiquetage, notamment pour les étiquettes en contact direct ou indirect avec des aliments.
L'étiquetage (des aliments notamment, OGM en particulier) peut avoir des effets à la fois informatifs et de signalisation qui eux-mêmes peuvent influer sur la demande des consommateurs,,. Bien que le contenu de certaines étiquettes soit complexe (exemple : indice carbone sur étiquette alimentaire), les études montrent que de nombreux citoyens européens peuvent comprendre le contenu des étiquettes, mais n'y prennent souvent pas garde.
De nombreuses organisations de consommateurs réclament des étiquettes plus complètes, plus claires, et intégrant les dimension éthique et de soutenabilité des produits mis sur le marché].

## Exemple français

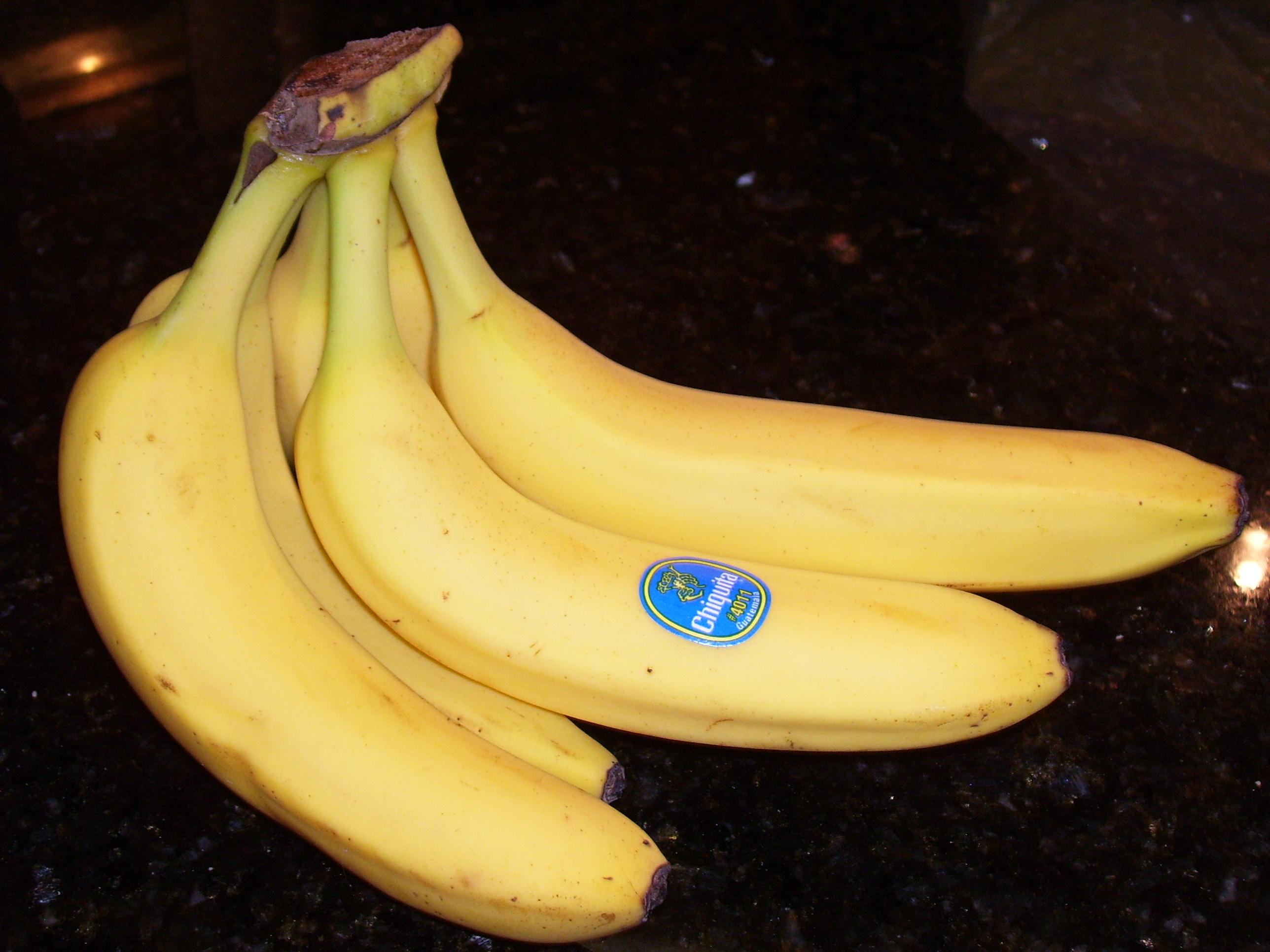
étiquette MDCA collée sur une peau de banane (les matériaux, encres et colles de ce type d'étiquette font l'objet d'une réglementation qui n'est pas toujours respectée.

On devrait en France en 2007 trouver sur les étiquettes de produits vendus : 
- Une dénomination précise du produit vendu ; ex : lait, chocolat, carotte, espèce (dénomination scientifique en théorie…) et, le cas échéant, le traitement subi (pasteurisation, surgélation, ionisation…), ainsi que son état physique (poudre, concentré…) ;
- Les ingrédients contenus, par ordre décroissant selon leur poids (matières premières, épices…) ;

- La liste de tous les additifs. Si un ingrédient est mis en valeur sur l’étiquette ou s’il fait partie de la dénomination de vente (ex : amandes pour des « biscuits aux amandes»), sa quantité doit figurer sur l’étiquette,

- La quantité nette de produit en grammes, litres ou millilitres ;

- Une date limite de consommation (DLC) et/ou date limite d'utilisation optimale (DLUO), sauf pour les confiseries ;

- Les conditions de conservation du produit (condition de conservation des aliments par exemple) ;

- Numéro de lot de fabrication ;

- Coordonnées du fabricant et ou de l'emballeur et ou conditionneur ;

- Des données particulières imposées par la législation pour certains produits à risque.

## Génération informatique d'étiquettes
Avec le développement du commerce électronique, des sociétés de transport de marchandises (Chronopost, La Poste, etc.) ont vu le jour.
Les sociétés ou particuliers souhaitant utiliser leurs services sont donc amenés à imprimer des étiquettes correspondantes, comportant des informations sur le destinataire, l'expéditeur, et les  modalités de transport (routing) pour les apposer sur leurs colis. De plus, des codes-barres de différents types sont présents pour permettre une lecture automatisée des informations.
Des langages informatiques de description de page ont été créés, et sont spécialisés dans l'impression des éléments susceptibles d'y figurer. Les langages EPL (Eltron Programming Language) ou ZPL des sociétés Eltron ou Zebra Technologies font partie des plus utilisés.

### Cas particulier des étiquettes de produits alimentaires
Concernant l'alimentation, pour la Directive 2000/13/CE du Parlement européen et du Conseil du 20 mars 2000 relative au rapprochement des législations des États membres concernant l'étiquetage et la présentation des denrées alimentaires ainsi que la publicité faite à leur égard, l'étiquetage est :
« les mentions, indications, marques de fabrique ou de commerce, images ou signes se rapportant à une denrée alimentaire et figurant sur tout emballage, document, écriteau, étiquette, bague ou collerette accompagnant ou se référant à cette denrée alimentaire ».
En France, il est obligatoire que l'étiquetage alimentaire contienne la liste des ingrédients par ordre décroissant de part dans l'aliment ainsi que la valeur nutritionnelle sous forme de tableau. Ce tableau contient la valeur énergétique en kilojoules (kJ) et kilocalories (kcal), les quantités de lipides dont acides gras saturés, de protéines, de glucides dont sucres et de sel.

#### Étiquettes en contact direct ou indirect avec des produits alimentaires

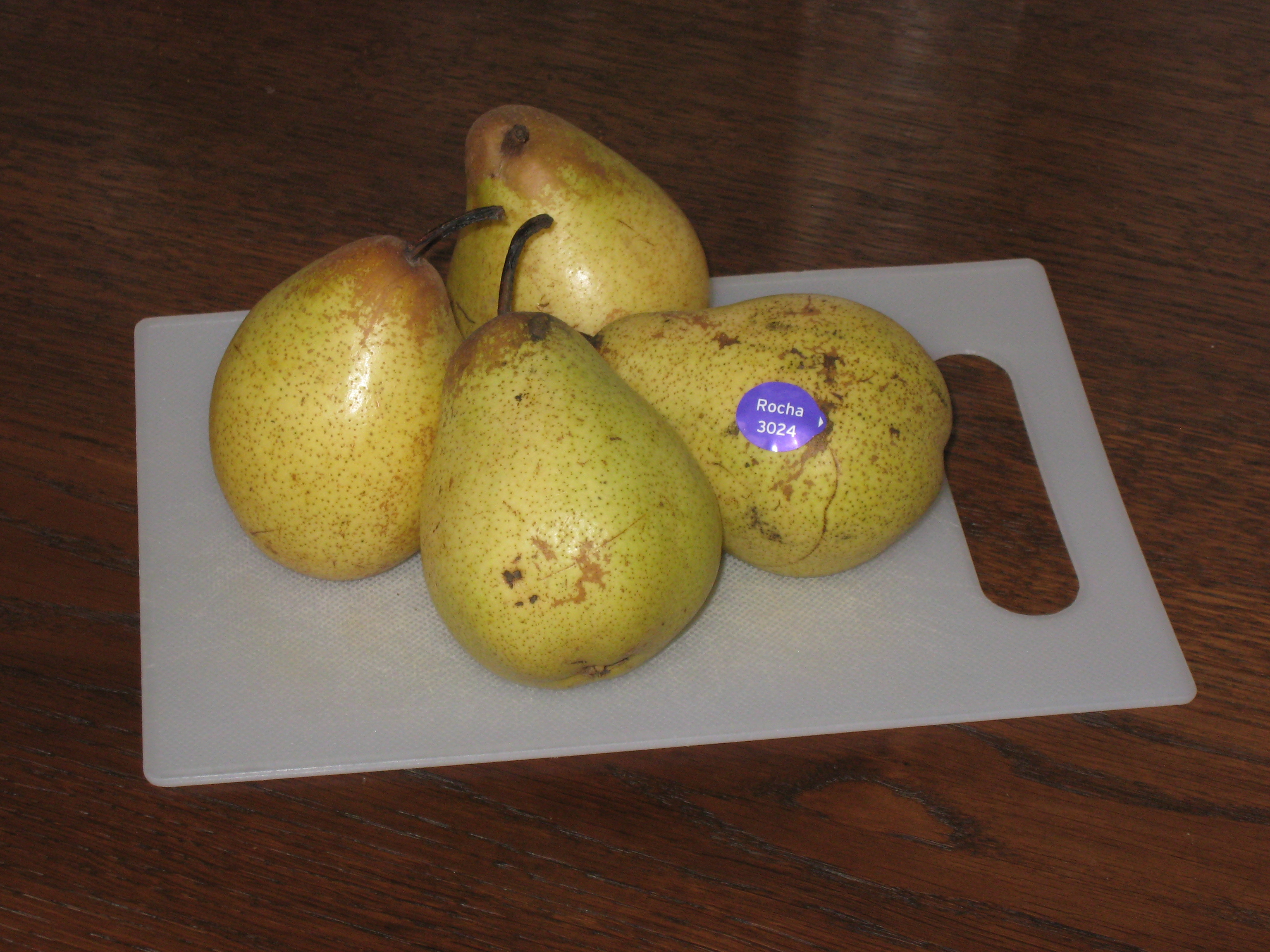
Quatre poires Rocha, avec une étiquette indiquant le code PLU 3024 ; quand le premier chiffre du code est un 3 ou un 4, le fruit ou le légume a été produit avec des engrais artificiels et des pesticides. C'est le cas ici.

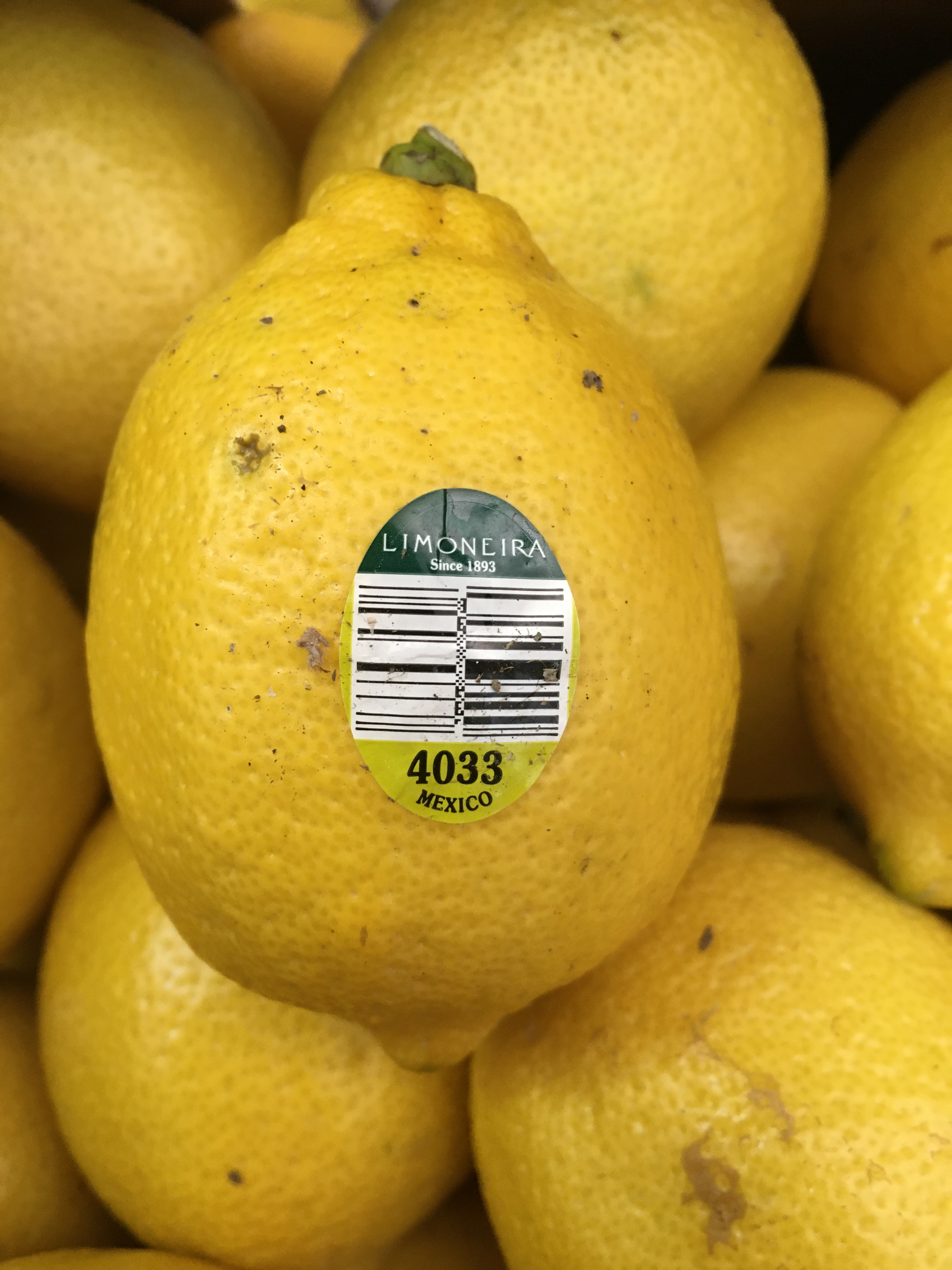
Sur un citron, une étiquette collée indique un code PLU (Price Look Up : numéro à 4 ou 5 chiffres qui sont des descripteurs donnant des informations sur la denrée (espèces, variété), le type de culture, le groupe de taille). Ici l'étiquette indique aussi que ce citron a été produit au Mexique

En Amérique du Nord, la FDA exige qu’en cas de contact direct avec la nourriture, (ex : étiquettes à fruits), la colle ne laisse aucun résidu et respecte les normes de l’industrie concernant le contact alimentaire. Ces étiquettes présentent un code-barre et/ou un code numérique reprenant une norme internationale volontaire ; si ce nombre commence par le chiffre 3 ou 4 (séries 3000 et 4000), le fruit ou le légume a été produit avec des engrais de synthèses et/ou des pesticides autorisés en agriculture dite conventionnelle. Les codes commençant par 8 ont été créés pour intriquer aux consommateurs que l’aliment était un OGM mais ce code 8 a en 2015 été ouverts à un usage général après que le lobby des producteurs d'OGM ait refusé de les utiliser pour identifier les fruits et légumes OGM parmi les autres aliments ; si le code commence par le chiffre 9, alor le produit est certifié bio (ainsi les bananes conventionnelles portent le code 4011, alors que les bananes certifiées biologiques portent le code 94011). Ces codes ont été mis au point par l’International Federation of Produce Standards qui a mis au point ce système de codes.

En 2016, Santé Canada a réfuté l'idée que les colles d'étiquettes sur fruit étaient comestibles : « En général, les étiquettes PLU placées sur les fruits et légumes ne sont pas comestibles à moins que ce ne soit indiqué autrement. [Nous sommes] d’opinion que l’ingestion accidentelle d’une telle étiquette ne serait pas susceptible de poser un problème de santé. Toutefois, nous ne recommandons pas de [les] ingérer. Les consommateurs devraient toujours enlever les étiquettes et rincer les fruits et légumes avec de l’eau potable avant de les manger ». Le code PLU (Price Look Up) a été créé par la International Federation for Produce Standards (IFPS) pour faciliter les inventaires et le passage à la caisse des fruits, légumes, fines herbes et noix tout en donnant quelques informations sur le caractère bio, OGM ou intensif de la production agricole. Finalement, après la controverse créée aux Etats-Unis par les lobbys du secteur des biotechnologies et de l'agro-industrie (notamment dans le contexte d'une proposition de loi (Public Law 114-214) voulant imposer l'étiquetage des produits OGM ou issus d'OGM, cet étiquetage a été combattu, et n'a pas été repris dans le code PLU, même par le système d'étiquetage volontaire
Dans l'Union européenne, en théorie, les adhésifs en contact indirect (et a fortiori, plus encore en contact direct) avec les aliments sont des MDCA (matériaux et objets actifs (ex : absorbeurs d’humidité, de gaz éthylène ou d'oxygène…, matériaux libérant délibérément des substances autorisées dans les denrées alimentaires…), matériaux intelligents (exemple : indicateurs de fraîcheur) ; colle, céramique, liège, caoutchouc, verre, résine, métaux et alliages, papier et carton, matières plastiques, encres d’imprimerie, cellulose, silicone, textile, vernis et revêtement, cire, bois). qui, à l’état de produit fini, sont destinés à entrer en contact avec les denrées alimentaires. À ce titre, ils doivent faire l’objet de tests toxicologiques spécifiques, et respecter la législation européenne, et notamment (en 2022) :
- le Règlement cadre (CE) n°1935/2004 du 27 octobre 2004, qui prévoit en particulier l’inertie chimique des MCDA (art. 3), l’étiquetage (art. 15), la traçabilité (art. 17), la déclaration de conformité et la documentation (art. 16) pour tous les matériaux destinés au contact alimentaire (y compris les colles, couverts, assiettes, machines, conteneurs, etc.) ;
- le Règlement (CE) n°2023/2006 de la Commission du 22 décembre 2006 ;
- le Décret n°2007-766 du 10 mai 2007 qui constitue le texte cadre national et prévoit notamment le pictogramme d’inaptitude au contact alimentaire ;
- le Règlement (UE) n°10/2011 du 14 janvier 2011 relatif aux matières plastiques ainsi que de nombreux textes réglementaires par matériau  (Ce règlement liste les substances autorisées dans les plastiques, mais pas pour les adhésifs, les revêtements ou les encres d'imprimerie, pas encore règlementés par de dispositions harmonisées spécifiques, tout en étant soumis au règlement-cadre (CE) n° 1935/2004, et aux réglementations nationales applicables dans les États membres de l’UE. Ce règlement du 14 janvier 2011  précise que les adhésifs ne sont pas des plastiques et ne sont donc pas soumis à la déclaration de conformité imposée par ce règlement, mais que les fournisseurs d’adhésifs doivent néanmoins fournir des informations nécessaires pour démontrer la conformité de l’objet en matière plastique final s'il est collé) ;

...et en France la Loi n° 2010-729 du 30 juin 2010 modifiée par la loi n°2012-1442 du 24 décembre 2012 (loi relative au bisphénol A)..
En France, la DGCCRF est chargé de contrôler ces étiquettes-MDCA (elle est également missionnée pour co-élaborer les règles nationales sur les MCDA, et contribue  aux travaux de la Commission européenne et d’autres instances internationales concernant ce sujet,.
Selon son site internet, en 2022, elle réalise, via le SCL (Service de laboratoires commun aux Douanes et à la DGCCRF),  « à tous les stades, les contrôles officiels des MCDA mis sur le marché et inspecte certains articles avant leur mise en libre pratique sur le territoire ». La DGCCRF constate que : « La déclaration de conformité est un document obligatoire qui doit être émis par l’exploitant (importateur, fabricant, transformateur, etc.) à destination des utilisateurs des industries agroalimentaires et des distributeurs de MCDA. Cette déclaration est trop souvent indisponible, et lorsqu’elle existe son contenu est rarement conforme aux obligations réglementaires. Les importateurs ou introducteurs non spécialisés éprouvent des difficultés à établir cette déclaration, et les grossistes à l’obtenir ». L’Agence nationale de sécurité sanitaire de l'alimentation, de l'environnement et du travail (Anses) évalue aussi les risques liés aux MCDA (et produit des avis scientifiques).
Un cas particulier est celui des étiquettes de pesées apposées par le client lui-même, parfois directement sur le fruit ou légume lui-même ou sur un sachet de papier qui pourra s'imbiber de jus acide ou de gras (capable d'absorber des produits chimiques liposolubles) avec possibilité alors de migration de produits issus de l'étiquette ou de sa colle. Un autre cas est celui des petites étiquettes autocollantes collées par les producteurs ou distributeur directement sur les fruits mis en étal, et dont on peut manger la peau. souvent des restes de colles sont retrouvés sur la peau et difficiles à laver.
Alternatives : 
- certaines informations (date) sont déjà apposées sur l'aliment par impression par une encre non-toxique (ex : sur les coquilles d'oeufs)
- une impression de type tatouage peut être apposée « au laser » sur la peau du fruit ou de certains légumes (le laser produit une dépigmentation ou une pigmentation de la peau du fruit). Le cout de l'appareillage est remboursé par les économies d'achat d'étiquettes et de colle.

## Étiquetage environnemental
L'étiquette peut être le vecteur d'informations sur l'impact social et/ou écologique ou sur la consommation de ressource naturelles et d'espace (empreinte écologique) de la production, du transport ou de l'élimination (incinération, mise en décharge, compostage, méthanisation, recyclage ou réutilisation) du produit.
Elle peut ou doit (selon les cas et les pays) parfois contenir un message sur le risque qu'il y a à consommer un produit (alcool, sucre, sel). Des projets volontaires d'étiquetage incluant une « empreinte carbone » (émissions de CO2) existent, mis en œuvre de manière volontaires par certaines entreprises depuis 2008 au Japon, en France, dans le cadre du Grenelle de l'Environnement, par le groupe Casino par exemple. Le METI donne comme exemple un paquet de chips qui a une empreinte de 75 gr de CO2, « dont 44 % vient de la culture de la pomme de terre, 30 % de sa transformation, 15 % du processus d'emballage, 9 % du transport et 2 % de la mise en rayon. »

## Sens figuré
Par extension, on parle de manière figurative de coller une étiquette à quelqu'un lorsqu'on l'insère dans une catégorie (souvent utilisé péjorativement).